# Merovo
Merovo (makedonska: Мерово) är en ort i Nordmakedonien. Den ligger i kommunen Želino, i den nordvästra delen av landet, 22 kilometer väster om huvudstaden Skopje. Merovo ligger 788 meter över havet och antalet invånare är 800.